# 阿爾特杜尚
39°11′N 7°39′W / 39.183°N 7.650°W
阿爾特杜尚（葡萄牙語：Alter do Chão），是葡萄牙的城鎮，位於該國中部，由波塔萊格雷區負責管轄，始建於1232年，面積362.07平方公里，2011年人口3,562，人口密度每平方公里9.84人。

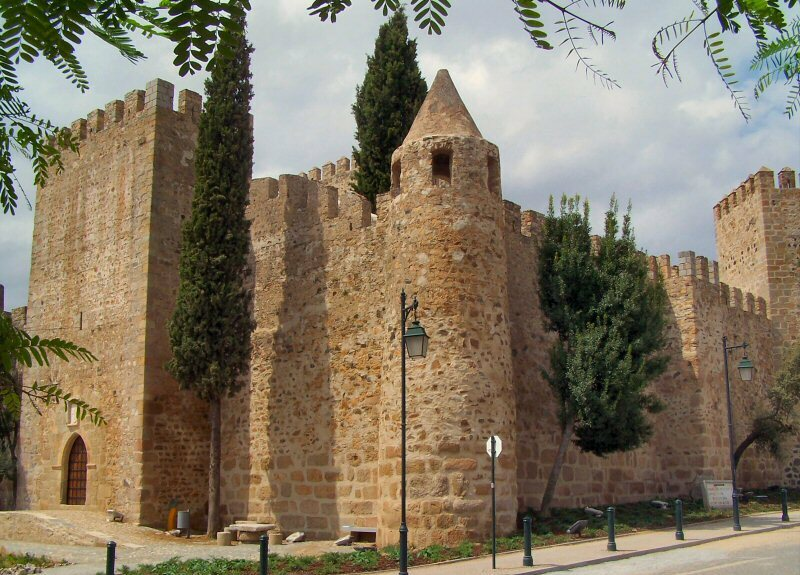

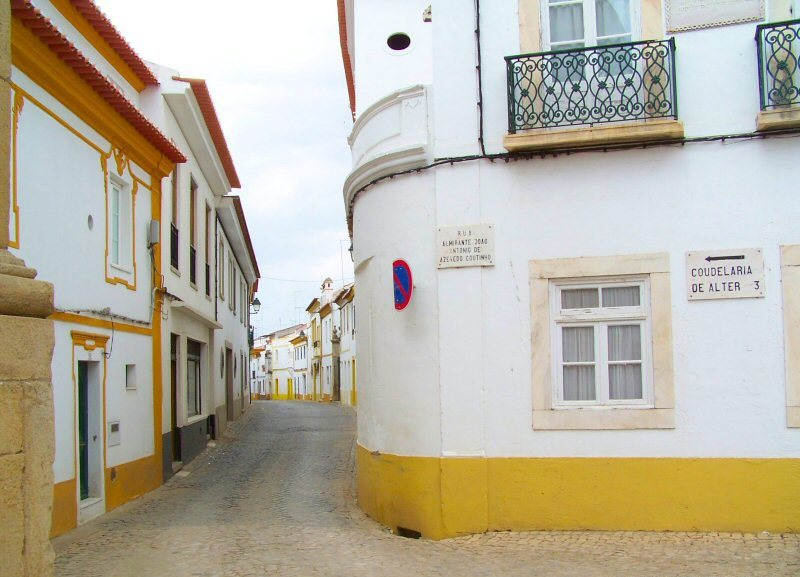

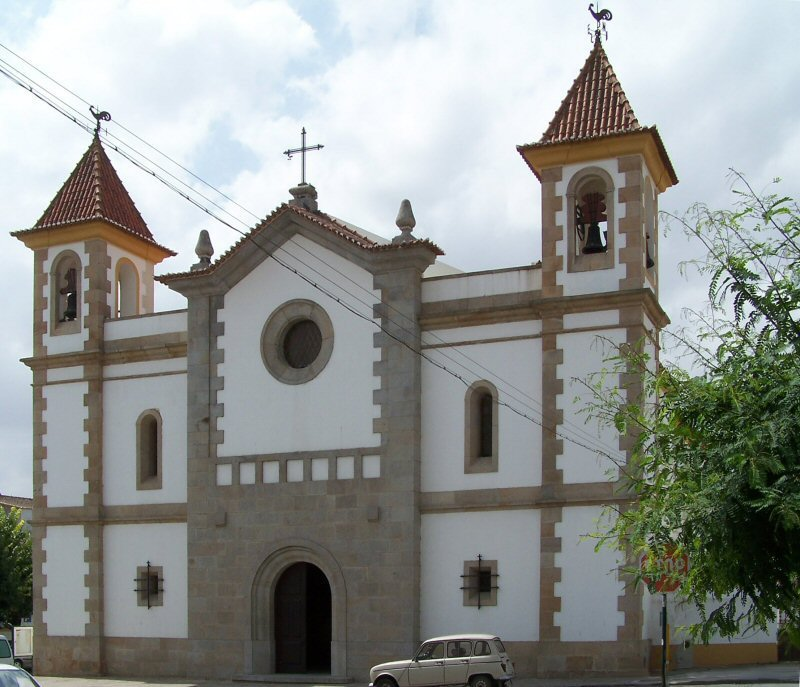